# Smrekar
Smrekar je priimek več znanih Slovencev:
- Ajda Smrekar (*1985), igralka
- Aleš Smrekar (*1967), geograf
- Aleš Smrekar (novinar), radijski novinar in urednik
- Andrej Smrekar (1868—1913), rimskokatoliški duhovnik, pesnik in prevajalec v ZDA
- Andrej Smrekar (*1954), umetnostni zgodovinar in muzealec
- Andreja Smrekar (*1967), smučarska tekačica
- Anton Smrekar (1829—1912), gradbeni inženir, gospodarstvenik
- Borut Smrekar (*1959), dirigent, pisanist, pravnik, muzikolog
- Enzo Smrekar, gospodarstvenik, menedžer
- Cesarina Smrekar (r. Cesarina Ceschia) (*1929), kulturna organizartorka, pesnica, ljubiteljska slikarka
- Danijel Smrekar (1915—1992), gradbeni inženir, statik
- Drago Smrekar (1924—2004), veterinar
- Enzo Smrekar, menedžer, športni delavec
- Franci Smrekar, glasbenik (skladatelj in tekstopisec) narodno-zabavne glasbe
- Hinko Smrekar (1883—1942), risar, grafik in slikar, likovni pedagog
- Janez Smrekar (1853—1920), rimskokatoliški duhovnik in socialni delavec
- Jože Smrekar-Jernejko (1894—1985), strojevodja, revolucionar, sodelavec NOB
- Jože Smrekar, geodet
- Jože in Franci Smrekar (*1957), (nar.)zabavna glasbenika, aranžerja...
- Jožef Smrekar (1842—1910), kulturni zgodovinar
- Lado Smrekar (1928—2020), pedagoški in kulturni delavec, galerist
- Lovro Smrekar (*2002), stripar
- Ludvik Smrekar (1941—2021), zdravnik stomatolog
- Maja Smrekar (*1978), kiparka, intermedijska (konceptualna) umetnica
- Manca Smrekar (*1992), paraplezalka
- Matic Smrekar, fizik-astronom in glasbeni pedagog
- Mitja Vrhovnik Smrekar (*1966), skladatelj
- Nataša Smrekar (*1966/67), zdravnica gastroenterologinja
- Oskar Smrekar (1854—1935), hidrogeolog, načrovalec ljubljanskega vodovoda
- Robert Smrekar (*1971), namiznoteniški igralec
- Tina Smrekar, fotografinja, vizulana umetnica
- Tomaž Smrekar, direktor Statističnega urada RS
- Venceslav Smrekar (1875—?), gradbenik in slikar (po 1912 živel v Beogradu)
- Zlatko Smrekar (1965—2011), pesnik